# Portogruaro
Portogruaro est une commune de la ville métropolitaine de Venise en Vénétie en Italie.

## Histoire de l'art

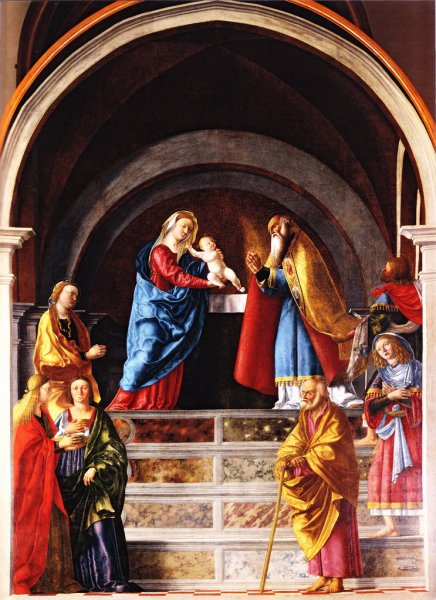
Présentation au Temple
Giovanni Martini, 1498
Église saint André

On peut voir dans l'Église Saint André une œuvre du peintre Giovanni Martini, datant de 1498, la Présentation au temple. Elle témoigne de la peinture de la Haute Renaissance dans le Frioul.

## Administration
| Période                                  | Période   | Identité            | Étiquette       | Qualité |
| ---------------------------------------- | --------- | ------------------- | --------------- | ------- |
| 28 juin 2004                             | mars 2010 | Antonio Bertoncello | Centro-Sinistra |         |
| 30 mars 2010                             | En cours  | Antonio Bertoncello | Centro-Sinistra |         |
| Les données manquantes sont à compléter. |           |                     |                 |         |

### Hameaux
Portovecchio, Summaga, Pradipozzo, Giussago, Lugugnana, Lison

### Communes limitrophes
Annone Veneto, Caorle, Cinto Caomaggiore, Concordia Sagittaria, Fossalta di Portogruaro, Gruaro, Pramaggiore, San Michele al Tagliamento, Santo Stino di Livenza, Teglio Veneto

### Évolution démographique
Habitants recensés

### Jumelages
- Marmande (France)

## Personnalités liées à la commune
- Luigi Russolo (1885 - 1947), peintre et compositeur né à Portogruaro
- Pomponio Amalteo (1505 – 1588), peintre, auteur  de la Sacra Famiglia et de San Cristoforo dans l'église du Séminaire
- Antonio Carneo (1637 – 1692), peintre
- Lorenzo Da Ponte (1749 – 1838), poète et librettiste d'opéras, ordonné prêtre à Portogruaro en 1773

## Sport
- L'équipe de Calcio Portogruaro-Summaga participe à la Série B en 2010-2011.